# Cícladas Menores
Las Cícladas Menores (en griego: Μικρές Κύκλαδες) o Pequeñas Cícladas son un archipiélago compuesto por varias islas en el espacio comprendido entre las islas de Naxos, Íos y Amorgós. Se compone principalmente de las islas de Iraklia, Shinusa, Donoussa y las tres islas Koufonisia: Kato Koufonisia (Bajo Koufonisia), Pano Koufonisia (Alto Koufonisia) y Keros.
Todas estas islas estuvieron habitadas en la antigüedad, estando esta teoría demostrada gracias a los hallazgos arqueológicos en las islas. Más tarde, fueron abandonadas, pasando a ser la población pastores de Donoussa, que pertenecían al Monasterio de Chozovitiossa de Amorgós. Poco a poco fueron colonizadas por nativos de Amorgós en el siglo XVIII, llegando a tener asentamientos permanentes en el siglo XIX, acentuándose gracias a la expropiación de los terrenos al monasterio. Estas islas adquirieron la autonomía administrativa en 1920. Administratívamente, las Cícladas Menores son parte de Naxos.

## Historia
Durante la última Edad de Hielo, la mayoría de las islas Cícladas estaban unidas en una gran porción de tierra emergida. Alrededor del año 9.000 A.C., el nivel del mar Egeo subió, inundando las partes bajas y formando las islas en su configuración actual. Las Cícladas Menores han estado habitadas desde la Edad de Piedra, apareciendo en ellas la cultura Cicládica durante la temprana Edad del Bronce y siendo la isla de Keros una de los centros principales de dicha cultura, llegando a dar nombre al II Período de la Cultura Cicládica Temprana, conocido como la Cultura de Keros-Siros. Las islas han continúan siendo habitadas desde entonces.
Los yacimientos arqueológicos principales se hallan en Schoinoussa e Irakleia, hay ruinas de la antigüedad clásica y del periodo romano. En tiempos medievales y modernos, las islas han sufrido la piratería, lo que propició su despoblación, siendo colonizadas de nuevo por pastores provenientes de Amorgos. En el siglo XI las islas pasaron a ser propiedad del Monasterio de Hozoviotisa (Amorgos), que actualmente aún posee vastas extensiones en ellas. Hoy en día las islas son un destino turístico popular por su ambiente sereno y tranquilo.

## Islas
- Donoussa, habitada.
- Iraklia, habitada.
- Pano y Kato Koufonisia, habitadas.
- Shinusa, habitada.

### Islas deshabitadas
| - Agia Parakeví - Agios Nikolaos - Antikeros - Argilos - Aspronisi - Avelonisia - Daskalio - Drima - Giarós - Keros - Kildoura | - Lazaros - Louvardari - Ofinousa - Plakes - Plaki - Prassoura - Skoulonisi - Strongylí - Tsouloufi - Venetikó |